# Peter Brander
Peter Brander (født 5. september 1954 i Aalborg) er en dansk guitarist, sanger, sangskriver, lydtekniker og producer. Han var i 1970'erne guitarist i grupperne Liza og Charlatan og har medvirket på en lang række albums som musiker. Etablerede sit eget pladestudie Rock Tape - senere Media Sound - i slutningen af 1970'erne i København og har siden været involveret i mere end 600 albumudgivelser som lydtekniker og producer.

## Karriere
Brander startede som 13-årig sit første band i Aalborg og indspillede i 1970 sin første single med gruppen Crowd. De udviklede sig i 1971 til gruppen Liza, der i 1974 flyttede til København og indspillede 3 albums mellem 1975–1979. I denne periode blev Brander også medlem af Charlatan og medvirkede på albummene Glimt fra Verners verden (1977), Masser af mennesker (med bl.a hitsinglen "Johnny (gi' et nummer)", 1978) og Een på hatten (1979). Turnerede og indspillede i 1980'erne med Krølle Eriks Blues Band og Klaus Schønning. Har desuden medvirket som guitarist og bassist på albums med f.eks. Michael Falch, Nikolaj & Piloterne og Peter Viskinde.
Brander udgav i 1997 albummet Blue Shades under pseudonymet AM/PM. Det blev efterfulgt af de anmelderroste soloalbums i eget navn Silk and Steel (2002), Living on the Road (2007) og No Compromises (2010). Det musikalske afsæt på albummerne ligger i 1960'ernes engelske bluesscene og 1970'ernes amerikanske country rock. Sammen med Klaus Schønning og Kim Skovbye dannede han gruppen The North og har udgivet albummene The North (1999), The Full Moon Concert - Live in Copenhagen (2000) og Illusions (2013). Brander og Skovbye udgav derudover også duoalbummet From the Heart i 2009.
Som solist har Brander spillet mange spillejobs i forbindelse med sine udgivelser, der i blandt support for og dobbeltjobs med kunstnere som Walter Trout, John Mayall, B.B. King, Procol Harum, Chuck Berry og Peter Green. Indledte et samarbejde med den irske sanger og bassist Rob Strong i slutningen af 2010'erne. Det resulterede i det fælles album Stronger Together, der er planlagt til udgivelse i 2020.
Brander etablerede i slutningen af 1970'erne sit eget pladestudie i København, Rock Tape, der senere skiftede navn til Media Sound. Kunstnere som Michael Falch, Big Fat Snake, Henning Stærk og Mike Tramp har indspillet i studiet gennem årene med Brander som enten lydtekniker eller producer. Derudover har han arbejdet som livelydmand for Falch, Malurt, C.V. Jørgensen, Nikolaj Christensen, Big Fat Snake og mange andre. Media Sound har siden 1990'erne drevet sit eget pladeselskab Airborne Records.

## Udvalgt diskografi

### Crowd
- "Junk" (single) (1970, Quali-Sound)

### Liza
- Liza (1975, Mercury)
- Take a Look Again (1977, Philips)
- Hold kontakten (1979, Morn)

### Charlatan
- Glimt fra Verners verden (1977, Metronome) (som Charlatangruppen)
- Masser af mennesker (1978, Metronome)
- Een på hatten (1979, Vertigo)

### AM/PM
- Blue Shades (1997, Sundance)

### The North
- The North (1999, WEA / Warner Music Denmark)
- The Full Moon Concert - Live in Copenhagen (2000, WEA)
- Illusions (2013, Airborne Records)

### Kim Skovbye & Peter Brander
- From the Heart (2009, Fønix Musik)

### Rob Strong & Peter Brander
- Stronger Together (TBA, Airborne Records)

### Solo
- Silk and Steel (2002, Kick Music)
- Living on the Road (2007, Tewa)
- No Compromises (2010, Airborne Records)
- Town and Country (2017, Airborne Records)